# 乌石镇 (韶关市)
乌石镇，是中华人民共和国广东省韶关市曲江区下辖的一个乡镇级行政单位。

## 行政区划
乌石镇下辖以下地区：
乌石社区、大坑口社区、乌石村、展如村、蒙里村、杨梅村、坑口村和石角村。

## 交通
- 京广铁路：大坑口站